# Asa de Águia
Asa de Águia foi uma banda de axé brasileira formada em 1988 por Durval Lélys (voz e guitarra), Radi (bateria), Levi Pereira (baixo), Rambo (teclados) e Bajara (percussão). O grupo vendeu 5 milhões de cópias.

## Carreira
Em 1988, nasceu uma banda considerada um dos fenômenos da música baiana: o Asa de Águia. Desde o início de sua carreira, o diferencial do grupo foi combinar um mix de ritmos. A banda se transformou em um ícone da axé music, conquistando diferentes gerações de fãs espalhados pelo Brasil. Apesar de não ter uma carreira internacional consolidada, o Asa já se apresentou em diversos lugares, como Nova York, Miami, Orlando, Atlanta, Newark (EUA), Montreux (Suíça), Tóquio (Japão) e Barcelona (Espanha).
Ao longo da sua carreira, a banda acumulou sucessos como "Take it Easy", "Qual É?", "A Gente Pede Festa", "Com Amor", "Não Tem Lua", "Oba, Vou Passear","Cocobambu", "Dia dos Namorados", "Pra Lá de Bragadá", "Xô Satanás", "A Dança da Tartaruga", "Manivela", "Dança do Vampiro", "O Rei da Rua", "Casamento Não", "Salvador Dalino", "Abalou", "O Mago", "Amor de Fé", "Gênio da Lata", "O Que Tem Que Ser, Será", "Simbora", "Dia do Asa" e "Vale Night". A lista de sucessos também inclui "Quebra Aê", que arrebatou seis troféus como a melhor música no Carnaval 2007 e a mais executada no Carnaval de 2008 em todo país. A banda recebeu o DVD de Platina, equivalente a 50 mil cópias vendidas, e o CD arrebatou o disco de ouro, também com venda superior à mesma marca. Já o segundo DVD, comemorativo aos 20 anos do Asa, que foi gravado em São Paulo, Rio de Janeiro, Belo Horizonte, Brasília, Natal e Salvador, resultou no primeiro DVD duplo da história da axé music. Foi lançado em novembro de 2008 e já recebeu DVD de Ouro equivalente a 50 mil cópias vendidas. Ao todo, o Asa de Águia já vendeu mais de 5 milhões de discos no Brasil.
No Carnaval baiano, o Asa desfilou nos blocos Cocobambu e Me Abraça. Já nas micaretas, a banda levou o bloco Cerveja & Coco, uma parceria entre o Asa de Águia e Ivete Sangalo. Além dos blocos, também foram desenvolvidos projetos diferenciados de shows como a Trivela, Cocobambu Folia, Asa Beach, Asa Country, Asa Fest, ArraiAsa, Asa Beats, Asa 3D e Asa Raro, trazendo ainda mais novidades para as suas apresentações indoor.
Em 2014 a banda anunciou seu fim.

## Discografia
Álbuns de estúdio
- Asa de Águia (1988)
- Qual É? (1990)
- Com Amor (1991)
- Se Ligue (1992)
- Cocobambu (1993)
- Sereia (1994)
- A Lenda (1995)
- Kriptonita (1996)
- Tá Reclamando de Quê? (1997)
- E O Mundo Não Acabou (1999)
- Asa (2000)
- Reino da Folia (2001)
- Trivela Brasil (2002)
- Sou Asa (2004)
- Vale Night (2010)
- Reciclável (2011)